# Републикански път III-2304
Републикански път IIІ-2304 е третокласен път, част от Републиканската пътна мрежа на България, преминаващ изцяло по територията на Разградска област. Дължината му е 16,4 km.
Пътят се отклонява надясно при 72,4 km на Републикански път II-23 в югозападната част на село Малък Поровец и се насочва на югозапад през Лудогорското плато. Минава през Ловно стопанство „Воден“, завива на запад, а след това на северозапад, пресича село Острово и северно от него се свързва с Републикански път III-4902 при неговия 11,2 km.
| Пътища, отклоняващи се надясно (населено място, № на пътя, посока на пътя) | km   | Пътища, отклоняващи се наляво (посока на пътя, № на пътя, населено място) |
| -------------------------------------------------------------------------- | ---- | ------------------------------------------------------------------------- |
| Община Исперих, II-23, 72,4 km, с. Малък Поровец →                         | 0,0  | → с. Малък Поровец, 72,4 km, II-23, Община Исперих                        |
| Община Завет                                                               | 2,9  | Община Завет                                                              |
|                                                                            | 3,8  | → общински път (за с. Старо селище)                                       |
| Ловно стопанство „Воден“                                                   | 6,8  | Ловно стопанство „Воден“                                                  |
| с. Острово                                                                 | 14,8 | с. Острово                                                                |
| (до 49,9 km на III-205) III-4902, 11,2 km ←                                | 16,4 | ← 11,2 km, III-4902 (от 50,4 km на II-49)                                 |